# Mandelsloh (Adelsgeschlecht)

Wappen derer von Mandelsloh

Mandelsloh, auch Mandelsloe, Mandelslohe ist der Name eines alten, ursprünglich niedersächsischen, dann auch mecklenburgischen und später auch württembergischen Adelsgeschlechts mit der gleichnamigen Stammburg bei Neustadt am Rübenberge. Zweige der Familie bestehen bis heute.

## Geschichte
Das Geschlecht hat seinen Ursprung im Ort Mandelsloh. Urkundlich erscheint es erstmals 1167 mit Heinricus de Mandeslo. Seine Stammreihe beginnt mit Hartbert von Mandelsloh, der von 1181 bis 1196 urkundlich auftritt. 1214/15 werden die Brüder Konrad und Herbart, Ministeriale des Stifts Minden erwähnt. 1249 erscheint Lippold Ritter von Mandelsloh in einer Urkunde des Bistums Minden. 1280 erhielten sie Mandelsloh als Lehen, verloren das Burglehen aber wieder im Lüneburger Erbfolgekrieg (1371–1388). Das Geschlecht stellte über Generationen Domherren im Bistum Verden. Ein Zweig siedelte sich in Mecklenburg an, Gebhard Julius von Mandelsloh (1634–1692) wurde hier durch Erbschaft zum Besitzer von Gut Toitenwinkel. Zahlreiche Mitglieder der Familie waren später als Offiziere und Beamte tätig.

### Standeserhebungen
- 8. Juni 1808: Württembergischer Grafenstand für Ulrich Lebrecht von Mandelsloh
- 19. Oktober 1898: Österreichischer Freiherrenstand für die Brüder Hans und Werner von Mandelsloh

### Besitzungen
- Düendorf (bei Wunstorf), seit 1527
- Toitenwinkel, 1679–1781

## Wappen
Das Stammwappen zeigt in Blau ein dreimal rot umwundenes silbernes Jagdhorn. Auf dem Helm mit blau-silbernen Decken das Jagdhorn, überhöht von einem Totenkopf, der von zwei gestürzten und geschrägten blanken Schwertern durchbohrt und mit einem Pfauenwedel geschmückt ist.

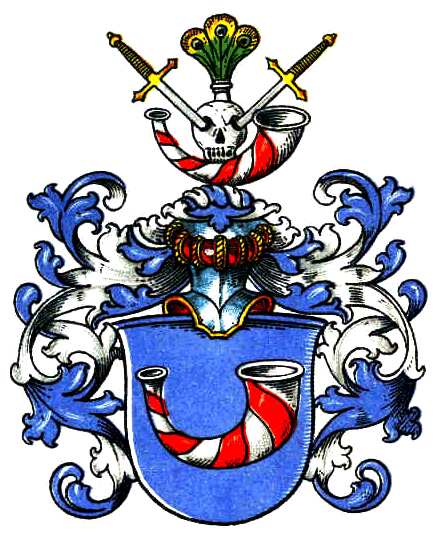
Wappen derer von Mandelsloh im Wappenbuch des Westfälischen Adels
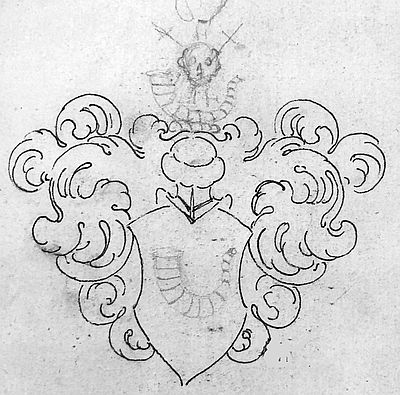
Wappen derer von Mandelslo im Album Friedrich Inthiema
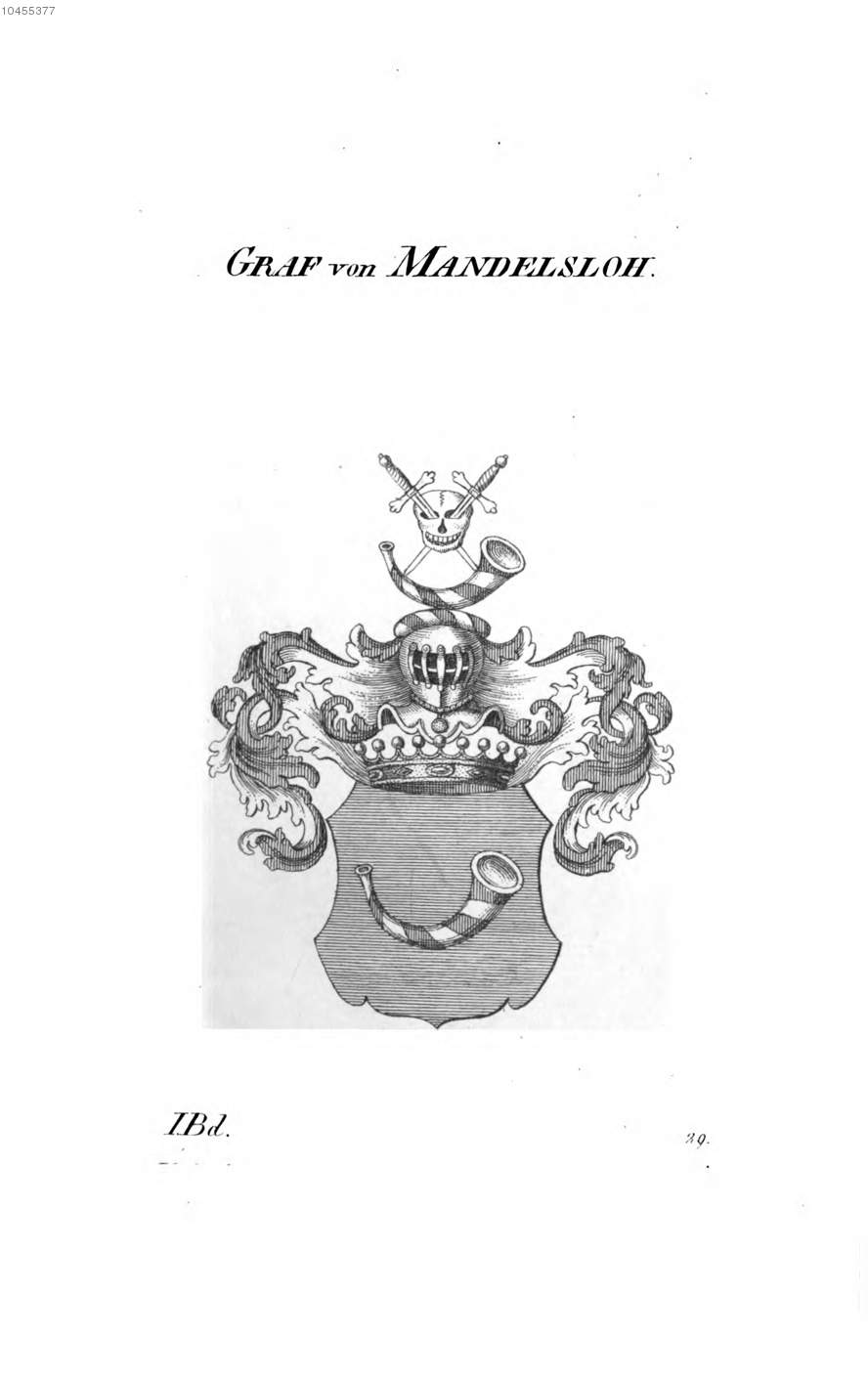
Wappen der Grafen von Mandelsloh bei Tyroff

## Namensträger
- Dietrich von Mandelsloh († 1396), Vogt von Harburg, Führer der Lüneburger Sate[2]
- Andreas von Mandelsloh (1519–85), Domherr und ab 1579 Domdechant in Verden
- Hermann Clamor von Mandelslo (1573–1648), Verwaltungsbeamter, Stiftshauptmann
- Johann Albrecht von Mandelslo (1616–1644), Reisender
- Ulrich Lebrecht von Mandelsloh (1760–1827), Geheimer Rat und württembergischer Staatsminister
- Friedrich von Mandelsloh (1795–1870), Förster und Geologe in Urach und Ulm
- Friedrich Max von Mandelsloh (1790–1871), sächsischer Generalmajor
- Albrecht Graf von Mandelsloh (1861–1933), sächsischer Generalleutnant
- Ernst August von Mandelsloh (1886–1962), österreichischer Maler und Grafiker

### Weitere
siehe Mandelsloher Fehde; ein Sühnekreuz für den Ritter Dietrich von Mandelsloh, der 1396 im Satekrieg von Herzog Heinrich I. erstochen wurde, befindet sich in Lohnde.